# Wagner House
Wagner House, auch als Kostel House bekannt, ist ein Baudenkmal in der Kleinstadt Wagner im Charles Mix County in South Dakota. Es ist seit dem 19. November 2007 im National Register of Historic Places verzeichnet.
Das im Stil des American Arts and Crafts Movement gestaltete Haus mit Ziermauerwerk wurde von 1917 bis 1919 erbaut. Die Frontfassade ist nach Osten ausgerichtet. Das aus Ziegeln gemauerte zweistöckige Wagner House hat ein Giebeldach aus Holzschindeln und zwei zentral gelegene Schornsteine. Im Inneren entspricht der Grundriss noch dem Original, gleiches gilt für den Parkettboden und die Treppen aus Eichenholz.